# BNC 단자
BNC 단자 또는 BNC 커넥터(BNC connector, Bayonet Neill–Concelman의 축약어)는 동축 케이블에 사용되는 미니어처의 고속 연결과 연결 해제를 지원하는 RF 단자이다.
보통 4 GHz 미만 주파수, 500 볼트 미만 전압에 적용된다. BNC와 기타 수많은 단자의 인터페이스 사양은 MIL-STD-348에서 참조된다.

## 이용
BNC는 원래 군사용으로 설계되었으며 비디오와 RF 응용을 2 GHz까지 폭넓게 수용한다. BNC 단자는 미니어처-서브미니어처의 동축 케이블을 라디오, 텔레비전, 기타 무선주파수 일렉트로닉스 장비에서 사용된다.
BNC 단자는 다음과 같은 신호 연결에 사용된다:
- 아날로그 및 시리얼 디지털 인터페이스(SDI) 비디오 신호
- 라디오 안테나
- 항공전자
- 테스트 장비

BNC 단자는 상용 비디오 기기에서는 컴포지트 비디오에 사용된다.